# Łysienie neurotyczne
Łysienie neurotyczne – stan chorobowy objawiający się nadmiernym wypadaniem włosów w wyniku traumatycznego przeżycia.

## Przyczyny
Za przyczynę łysienia neurotycznego uważa się silne, stresujące wydarzenia, których chory doświadczył w przeciągu czasu obejmującego od kilku tygodni do kilku miesięcy. Stan chorobowy może być również powiązany ze zjawiskiem długotrwałych zaburzeń depresyjnych. Nie istnieją jednoznaczne przesłanki klasyfikujące zdarzenia prowadzące do wykształcenia się łysienia neurotycznego.  W zależności od indywidualnych preferencji układu nerwowego chorego, wpływ na stan choroby może mieć np. śmierć bliskiej osoby, utrata pracy, rozpad związku lub innych więzi emocjonalnych.

## Łysienie neurotyczne a dolegliwość trichotillomanii
Łysienie neurotyczne kojarzone bywa również z dolegliwością trichotillomanii. Różnica pomiędzy jednostkami chorobowymi polega na sposobie, w jaki chory traci włosy. W przypadku łysienia neurotycznego dochodzi do samoistnego wypadania włosów. W wypadku trichotillomanii włosy są przez pacjenta wyrywane, a czynności tej towarzyszy psychiczny brak możności powstrzymania się przed dokonywaną czynnością. Dolegliwość trichotillomanii łączona bywa z bólami głowy, zaburzeniami snu oraz osłabieniem uwagi. Łysieniu neurotycznemu towarzyszą natomiast poprzedzający chorobę, silny stres, niekiedy przeradzający się w stany depresyjne. Badanie przeprowadzone przez American Academy of Dermatoloy łączą stan łysienia neurotycznego z dolegliwościami zaburzenia osobowości oraz obniżonym poczuciem własnej wartości.

## Leczenie
Nie są znane sposoby leczenia dolegliwości łysienia neurotycznego umożliwiające całkowite wyjście ze stanu chorobowego. Dobór właściwej metody w znacznym stopniu uniemożliwia brak możliwości postawienia odpowiedniej diagnozy oraz jednoznacznego sprecyzowania przyczyn choroby.